# Trauma acústic
És una lesió als mecanismes auditius en l'oïda interna, específicament l'òrgan de Corti es veu afectat. És una causa comuna d'hipoacúsia sensorial i pot ser causat per:
- Una explosió, una descompressió brusca o una ona expansiva.
- Disparar una arma de foc a prop de l'oïda
- Exposició perllongada a sorolls alts (com a música a alt volum o maquinària sorollosa)

## Introducció
Tant l'orella mitjana com l'oïda interna estan protegides per la membrana del timpà. Quan hi ha un trauma acústic és per la falla de transmissió de les vibracions el que produirà una pèrdua d'audició. Quan es dona un so altament fort l'afecció serà en l'oïda interna el qual produirà una variació en el llindar del que pot tenir com a conseqüència una hipoacúsia.
Perquè hi hagi risc de tenir un trauma acústic les persones han d'estar exposades a sorolls de més de 85 dB, les persones més propenses a aquesta lesió són les que treballen en empreses telefòniques, ja que la gran majoria de temps passen brindant una adequada atenció a client mitjançant la utilització d'audiòfons el que comporta el fet que ells són les persones més vulnerables.

## Classificació
El grau del trauma acústic dependrà de la intensitat, la durada i la freqüència de soroll. Sons molt breus (p.ex., un tret) no permeten l'activació del reflex estapedial (protecció de l'oïda davant de sons excessivament forts).

### Segons la durada
Es classifica en 2 tipus: aguda i crònica.
Aguda
Aquesta afecció és la conseqüència d'un sol soroll fort, intens i de curta durada que supera els 115 decibels, per exemple, una explosió. Aquest trauma acústic és de caràcter reversible i desapareix al cap d'algunes hores o potser dies. Si després de l'exposició al soroll apareixen acufens, hipoacúsia o totes dues, serà un signe d'una lesió en l'oïda interna. Normalment desapareixen en 24 h.
Crònica
L'afecció que es produeix en aquest tipus de trauma acústic és perllongada, encara que la intensitat de soroll que la provoca sigui menor en comparació a l'intens i fort de què causa el trauma acústic agut. La pèrdua auditiva és progressiva, desenvolupant-se com a conseqüència de l'exposició a soroll ambiental. La pèrdua auditiva provocada per trauma acústic crònic es caracteritza, inicialment, per una pèrdua al voltant dels 4000 Hz, i que es recupera en freqüències més agudes.